# Venanzio Rauzzini

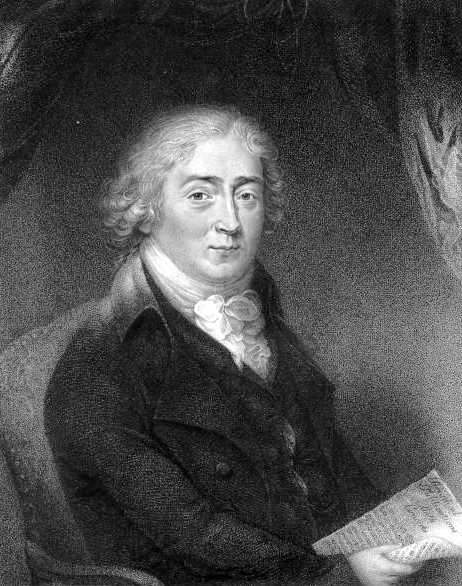
Venanzio Rauzzini.
Gravur von Robert Hancock.

Venanzio Rauzzini (* 19. Dezember 1746 in Camerino; † 8. April 1810 in Bath) war ein italienischer Opernsänger (Sopran/Kastrat), Pianist, Komponist und Gesangspädagoge.

## Leben
Venanzio Rauzzini begann seine Ausbildung an der Sixtinischen Kapelle in Rom, er war Schüler von Domenico Corri,  Muzio Clementi und dem Kastraten Giuseppe Santarelli (1710–1790). Später studierte er bei Nicola Porpora in Neapel. Sein Operndebüt machte er am  Teatro Valle in Rom, in einer weiblichen Rolle von Niccolò Piccinnis Oper Il finto astrologo. 1766 sang er am Teatro San Samuele in Venedig und im gleichen und den folgenden Jahren an der Münchener Hofoper, wo er zu Karneval eine Rolle in der Oper Siroe von Tommaso Traetta sang. Ende 1767 gab er Konzerte am Wiener Hof, neben seinem Münchener Engagement trat er weiterhin regelmäßig in Italien auf. 1772 lernte er in Mailand Wolfgang Amadeus Mozart kennen, als Rauzzini die Rolle des Cecilio in der Uraufführung der Oper Lucio Silla sang. Begeistert komponierte Mozart speziell für ihn das Exsultate, jubilate (KV 165, KV6 158a). In den 1770er Jahren war er in London sehr erfolgreich; von 1774 bis 1778, dem Jahr, in dem er sich als Sänger von der Opernbühne zurückzog, sang er am Kings Theatre.
Nach seiner Opernlaufbahn wirkte er im Kurort Bath als Gesangs- und Klavierlehrer, wichtige Schüler waren John Braham und Stephen Storace und dessen jüngere Schwester Nancy Storace. Laut Charles Burneys Aussage hatte Rauzzini einen Lebensaufwand wie ein Prinz, er empfing in seinem Haus zahlreiche Musiker, darunter Joseph Haydn. Dieser komponierte als Überraschungspräsent einen kleinen vierstimmigen Hundekanon für das Grabdenkmal von Rauzzinis geliebtem Hund. Burney äußerte sich lobend über Rauzzinis Gesang, war aber besonders überrascht über dessen Virtuosität als Klavierspieler.
In Bath komponierte Rauzzini seine Opern und trat als Dirigent bei Konzerten in Erscheinung. Er wurde als „guter Klavierspieler und nicht unbedeutender Komponist“ gewürdigt. Vor seinem Tod veröffentlichte er als pädagogisches Werk die 24 Solfeggi, or Exercices for the Voice (London, 1808).

“[Venanzio Rauzzini was] a person well known, and highly esteemed in the musical world, and to whose talents and exertions, perhaps, the city of Bath is more indebted for its advancement to eminence in the world of fashion, than to those of any other individual. […] In private life few men were more esteemed; none more generally beloved. A polished suavity of manners, a mild and cheerful disposition, and a copious fund of general and polite information, rendered him an attractive and agreeable companion. Constitutionally generous and hospitable, he delighted in society. […] As a scientific musician Rauzzini has long ranked among the first in this country. He was the composer of several operas, and of a great variety of detached pieces of acknowledged merit. His taste and abilities as a teacher were unrivalled.”

„[Venanzio Rauzzini war] eine Person, die in der Musikwelt wohlbekannt und hochgeschätzt ist und deren Talenten und Anstrengungen die Stadt Bath vielleicht mehr zu verdanken hat, als denen irgendeines anderen Individuums. […] Im privaten Leben wurden wenige Männer mehr geschätzt; keine mehr allgemein geliebt. Ein geschliffenes, höfliches Benehmen, eine milde und fröhliche Veranlagung, eine reichhaltige Quelle an allgemeinen und netten Informationen machten ihn zu einem attraktiven und angenehmen Begleiter. Von Natur aus großzügig und gastfreundlich, erfreute er sich an der Gesellschaft. […] Als wissenschaftlicher Musiker gehört Rauzzini in diesem Lande seit langem zu den Ersten. Er hatte sich als Komponist mehrerer Opern und einer Vielzahl von Einzelstücken anerkannte Verdienste erworben. Sein Geschmack und seine Fähigkeiten als Lehrer waren unübertroffen.“

## Werke (Auswahl)
Neben seinen Opern komponierte Rauzzini ein Requiem (1801), mehrere Kantaten, 12 Sonaten für Klavier und Violine op. 1, 6 Streichquartette op. 2, 12 Klavierquartette op. 6, 4 Sonaten (vierhändig) für Klavier op. 12, eine Sinfonie in D-Dur sowie weitere Klavierwerke und Gesangsduette.
Opern
- Piramo e Tisbe, Libretto: Ranieri de’ Calzabigi (London, His Majesty’s Theatre, 16. März 1775)
- Didone abbandonata (Pasticcio), Libretto: Pietro Metastasio (London, His Majesty’s Theatre, 11. November 1775)
- L’ali d’amore, Libretto: Carlo Francesco Badini (1776)
- Ezio (Pasticcio), Libretto: Pietro Metastasio (1781)
- L’eroe cinese, Libretto: Pietro Metastasio (1782)
- Creusa in Delfo, Libretto: Gaspare Martinelli (1783)
- Alina ossia La regina di Golconda, Libretto: Antonio Andrei (1784)
- La vestale, Libretto: Carlo Francesco Badini (1787)